# Daniela Kühn
Daniela Kühn (1973) é uma matemática alemã na Universidade de Birmingham, Inglaterra. É conhecida por suas pesquisas em combinatória, e particularmente em combinatória extrema e teoria dos grafos.
Em 2004 Kühn publicou um par de artigos no Combinatorica com o seu orientador de tese, Reinhard Diestel, a respeito dos espaços de ciclo de grafos infinitos.

## Prêmios e honras
Em 2002, Kühn recebeu o Prêmio Richard Rado, um prêmio bienal para as melhores dissertações conferido pela Seção de Matemática Discreta da Sociedade Alemã de Matemática. Juntamente com Deryk Osthus e Alain Plagne, ela foi uma das primeiras ganhadoras do Prêmio Europeu de Combinatória, em 2003. Juntamente com Osthus, ela foi uma recipiente do 2014 Whitehead Prize da Sociedade Matemática de Londres por "seus muitos resultados em teoria dos grafos extremos e áreas relacionadas. Vários de seus papers resolveram problemas que estavam há muito tempo em aberto." Foi palestrante convidada no Congresso Internacional de Matemáticos de 2014, em Seoul.